# ستيفن هيل (لاعب كرة قاعدة)
ستيفن هيل (بالإنجليزية: Steven Hill)‏ هو لاعب كرة قاعدة أمريكي، ولد في 14 مارس 1985 في هيوستن في الولايات المتحدة.

## وصلات خارجية
- ستيفن هيل على موقعبيزبول رفرنس.كوم (الدوري الرئيسي) (الإنجليزية)